# Стадный инстинкт
Ста́дный инсти́нкт — это механизм, лежащий в основе инстинкта самосохранения, применимый в равной степени как к людям, так и к животным.
Стадный инстинкт показывает, как люди или животные в группе могут действовать коллективно, без централизованного руководства. Как отметил В. Троттер в своей работе «Стадные инстинкты в мире и войне»: «Искать причины и производные стадного инстинкта бессмысленно, так как он первичен и не разрешим».

## Стадный инстинкт у животных
В природе зверям свойственен стадный образ жизни. В ней такое образование — это иерархическая структура, где свою персональную роль играет каждая особь.
За функционирование данной структуры и отвечает стадный инстинкт, поддерживая указанную иерархию. Данный инстинкт является, по своей сути, генетическим фактором.
Роли и ранги в стаде определяются в первую очередь показателем физической силы, также значительную роль играет «наглость» особи. Именно «наглость», а не уверенность в себе или собственных силах, так как при столкновении с представителем иного, более высокого ранга «наглость» исчезает, уступая место беспрекословному подчинению.
Подобное положение вещей необходимо для осуществления естественного отбора на основании одних лишь физических параметров (в подавляющем большинстве случаев — силы).
Группа животных, убегающих от хищника, показывает характер стадного поведения. В 1971 году в статье «Геометрия для эгоистичного стада» эволюционный биолог У. Д. Гамильтон утверждал, что каждый отдельный член группы уменьшает опасность для себя, двигаясь как можно ближе к центру убегающей группы. Таким образом, стадо выступает как единое целое в движении вместе, но его функция вытекает из несогласованного поведения эгоистичных индивидов.

### Нарушение симметрии
Асимметричная агрегация животных в условиях паники наблюдалась у многих видов, включая людей, мышей и муравьев. Теоретические модели продемонстрировали нарушение симметрии, аналогичное наблюдениям в эмпирических исследованиях. Например, когда паникующие люди заперты в комнате с двумя равными и равноудалёнными выходами, большинство предпочтёт один выход, в то время как меньшинство предпочтёт другой.
Возможные механизмы такого поведения включают теорию эгоистичного стада Гамильтона, копирование поведения соседей как побочный продукт общения социальных животных.
Во время побега проявляются следующие стереотипы стадного поведения:
- Люди пытаются двигаться быстрее, чем обычно.
- Взаимодействие между индивидами становится физическим.
- Выходы становятся арочными и забитыми.
- Побег замедляется упавшими особями, которые являются препятствиями.
- Индивиды проявляют склонность к массовому копированию поведения.
- Альтернативные или менее используемые выходы игнорируются[4].

## В экономике и финансах

### Валютные кризисы
Валютные кризисы, как правило, проявляют стадное поведение, когда иностранные и внутренние инвесторы конвертируют государственную валюту в физические активы (например, золото) или иностранные валюты, когда они понимают, что правительство не в состоянии погасить свои долги. Это называется спекулятивной атакой, которая может вызвать умеренную инфляцию в краткосрочной перспективе. Когда потребители поймут, что инфляция необходимых товаров растёт, они начнут накапливать товары, что ещё больше ускорит темпы инфляции. Это в конечном счёте приведёт к краху валюты и, вероятно, повлечёт за собой массовые беспорядки.

### Пузыри на фондовом рынке
Крупные тенденции фондового рынка часто начинаются и заканчиваются периодами бешеной покупки (пузыри) или продажи (крахи). Многие наблюдатели приводят эти эпизоды в качестве наглядных примеров иррационального стадного поведения, движимого эмоциями — жадностью во время роста, страхом во время падения. Индивидуальные инвесторы присоединяются к толпе других в спешке, чтобы успеть вовремя войти на рынок или выйти из него.
Некоторые последователи школы технического анализа рассматривают стадное поведение инвесторов как пример экстремальных рыночных настроений. В академических исследованиях нобелевские лауреаты по экономике Вернон Смит, Амос Тверски, Даниэль Канеман и Роберт Шиллер выявили стадные инстинкты в коллективной иррациональности инвесторов, используя модель стадного поведения в рыночном контексте.
Результаты некоторых эмпирических работ по обнаружению и измерению масштабов стадного поведения относятся к рынкам с чётко определённой фундаментальной ценностью. Примечательным инцидентом возможного стадного поведения является урановый пузырь 2007 года, который начался с затопления шахты Сигар-Лейк в Саскачеване в 2006 году.

## В маркетинге
Стадное поведение часто является полезным инструментом в маркетинге и, если его правильно использовать, может привести к увеличению продаж и спроса на отдельные товары и услуги.

### Бренд и продукт
Коммуникационные технологии способствовали распространению потребительского выбора и «власти толпы», потребители всё чаще имеют больший доступ к мнениям и информации от лидеров общественного мнения и авторов на платформах, на которых размещён пользовательский контент, и, таким образом, имеют больше инструментов для принятия решений. Популярность рассматривается как показатель лучшего качества, и потребители будут использовать мнения других людей, опубликованные на этих платформах, как мощный компас, направляющий их к продуктам и брендам, которые согласуются с их предубеждениями и решениями других членов их социальной группы. Принимая во внимание различия в их потребностях и положении в процессе социализации, компания Lessig & Park исследовала группы студентов и домохозяек и влияние, которое эти референтные группы оказывают друг на друга. Результаты исследований показали, что студенты склонны поощрять друг друга к потреблению пива, гамбургеров и сигарет, в то время как домохозяйки склонны рекомендовать друг другу предметы мебели и моющие средства. Хотя это конкретное исследование было проведено в 1977 году, нельзя сбрасывать со счетов его результаты в современном обществе.  
Исследование, проведённое Берком, Лейкином, Ли и Чжаном в 2014 году, посвящённое социальному влиянию на поведение покупателей, показало, что в большей степени на покупателей влияют прямые взаимодействия с ближайшим окружением и по мере роста размера группы стадное поведение становится более очевидным — вероятность покупки растёт с большей вовлечённостью, вызванной большой группой. Во время эксперимента в торговом центре было проведено наблюдение за покупателями, их покупки отмечались, и было обнаружено, что большинство потенциальных покупателей предпочитали находиться в магазинах с невысоким уровнем посещаемости. Другие люди в магазине не только служили компанией, но и обеспечивали точку вывода, на которой потенциальные клиенты могли моделировать свое поведение и принимать решение о покупке, как в любой другой референтной группе. 
Социальные сети также могут быть мощным инструментом в создании стадного поведения. Неизмеримое количество пользовательского контента в них служит платформой для лидеров общественного мнения, которые так же, как рекомендации друзей и положительные отзывы незнакомых людей, способствуют принятию решения о приобретении определённого товара или услуги. Исследование Gunawan и Huarng, проведённое в 2015 году, показало, что социальное влияние играет важную роль в формировании отношения к брендам, что, в свою очередь, ведёт к приобретению их продукции. Влиятельные люди формируют нормы, которым следуют их последователи, а ориентация на экстравертные личности ещё больше увеличивает шансы на покупку. Это связано с тем, что более сильные личности, как правило, больше вовлечены в деятельность потребительских платформ и, таким образом, более эффективно распространяют слухи. Многие бренды начали осознавать важность послов бренда и влиятельных лиц, и теперь становится более ясно, что стадное поведение может быть использовано для увеличения продаж и прибыли в геометрической прогрессии в пользу любого бренда путём изучения этих примеров. 

### В социальном маркетинге
Маркетинг может легко выйти за пределы коммерции, поскольку может быть использован для поощрения действий, связанных со здоровьем, охраной окружающей среды и обществом в целом. Стадный менталитет часто занимает первое место, когда речь идёт о социальном маркетинге, прокладывая путь для таких кампаний, как День Земли, а также различных кампаний по борьбе с курением и ожирением, существующих почти в каждой стране. В рамках культур и сообществ маркетологи должны стремиться влиять на лидеров общественного мнения, которые, в свою очередь, влияют друг на друга, поскольку именно стадный менталитет любой группы людей обеспечивает успех социальной кампании. 
Кампания, проводимая Som la Pera в Испании по борьбе с подростковым ожирением, показала, что акции, проводимые в школах, более эффективны благодаря влиянию учителей и сверстников, а также наглядности и их взаимодействию друг с другом. Лидеры общественного мнения в школах создавали логотип и брендинг для кампании, создавали контент для социальных сетей и проводили внутришкольные презентации для вовлечения аудитории во взаимодействие. Был сделан вывод о том, что успех кампании коренится в том факте, что её средством коммуникации является сама целевая аудитория, создающая чувство сопричастности и расширения прав и возможностей. Таким образом, организаторы кампании смогли привлечь внимание других студентов, которые идентифицировали себя с референтной группой. 
Стадное поведение характерно не только для учащихся школ, где они на виду, но и для сообществ, где воспринимаемое действие играет важную роль. В период с 2003 по 2004 год Калифорнийский государственный университет провёл исследование по измерению уровня экономии энергии в домохозяйствах и степени мотивации к этому. Было обнаружено, что такие факторы, как сохранение окружающей среды, экономия денежных средств или социальная ответственность, не оказывают столь сильного влияния на домохозяйство, как поведение соседей. Хотя финансовый стимул экономии денег, за которым следует моральный стимул защиты окружающей среды, часто считается наиболее значимым для общества, всё больше домохозяйств откликнулись на призыв экономить энергию, когда им сказали, что 77 % их соседей используют вентиляторы вместо кондиционеров — это доказывает, что члены сообщества с большей вероятностью будут участвовать в акции, если убеждены, что все остальные уже принимают участие.
Эти примеры демонстрируют, что стадное поведение может быть мощным инструментом в социальном маркетинге и, если его правильно использовать, может привести к большим переменам. Очевидно, что лидеры общественного мнения достигают огромного охвата среди своих референтных групп и, таким образом, могут быть использованы в качестве самых громких голосов для поощрения других в любой коллективной деятельности.

## Различия стадного поведения животного и человека
Суть стадного поведения людей и стадного инстинкта животных общая, но между ними имеются существенные отличия.
1. Стадные структуры людей имеют многоуровневую систему. «Сверхстадо» делится на стада порядком ниже, те на стада ещё меньше, затем на локальные, подстада и так далее. Такая структурная иерархия имеет официальный и неофициальный характер.
2. К официальной иерархии относятся государственные союзы и альянсы, сами государства, области, города и т. д.
3. Под ярлык неофициальной иерархии подпадает приверженность определённой религии, увлечённость конкретным «проповедником», поклонение конкретным поп-идолам, причисление себя к конкретным субкультурам.
4. Расовые признаки (у животных априори заменены на причисление к иному стаду) «универсальны»: в зависимости от ситуации по ним может происходить разделение как в рамках официальной, так и неофициальной иерархии.
5. Стадные структуры людей могут не только противостоять друг другу (в животном мире нередки подобные случаи), но и мирно сосуществовать, а также заключать союзы и соглашения, идти на временное или постоянное перемирие, разрывать эти союзы и начинать всё по новой.
6. Количество особей, обладающих низким рангом, среди людей многократно превышает данный показатель по соотношению к показателю животного мира. В результате этого человеческие особи низкого ранга привыкли достаточно «лояльно» относиться к чужакам, которые внушают им опасение или же открытый страх. Данное явление сейчас называют политкорректностью.

## Сексуальные предрассудки и стадная фразеология. Сферы осмысления
Стадный инстинкт напрямую влияет и на механизмы полового отбора. В связи с этим нет ничего странного, что множество сексуальных предрассудков и стереотипов у людей сформировано влиянием стадного инстинкта.
Апофеоз стадного инстинкта заключается в том, чтобы особи с наиболее высоким рангом произвели на свет как можно более многочисленное потомство, разнеся по популяции полезные гены. Как результат, стадный человек просто не в состоянии принять факт, что можно не иметь стремления произвести собственное потомство.
Именно по этой причине сексуальность, изначально не имеющая целью воспроизведение потомства (гомосексуальность, педофилия, мастурбация и пр.), как и простое нежелание обзаводиться детьми, будет воспринято стадным человеком как неспособность к деторождению или зачатию по ряду медицинских причин: сюда можно отнести импотенцию, бесплодие, отсутствие спроса на особь. Как результат — отсутствие стремления к продолжению рода воспринимается стадным человеком как показатель низкого ранга.
На основании вышесказанного можно сделать следующий вывод: в стадном обществе сексуальная свобода нереальна.

## Критика
Гюстав Лебон считал, что живые существа, собираясь в определённом месте во множественном числе, без разницы, будет это животное стадо или толпа людей, непроизвольно начинают подчиняться авторитету главы. Толпа, группа, масса, скопление — послушная «субстанция», что без «господина» погибнет. Он объяснял это жаждой подчинения тому, кто скажет, что он «хозяин».
В. Троттер отметил у масс психические феномены стадного инстинкта, которые присущи человеку так же, как и другим видам животных. Данная стадность является аналогией биологической многоклеточности, отображая желание всех существ стать частью одного мощного сверхорганизма. Особь несовершенна, когда она одна. Стадный инстинкт, согласно Троттеру, — нечто первичное, даже неразложимое.
Троттер мало внимания отводил роли вождя в массах и группах, а суть и сущность толпы (стада) не может быть исследована, проанализирована и понята, если пренебречь данным аспектом (вождём). Стадный инстинкт, по Троттеру, вообще не оставляет места феномену руководителя, вождь только случайно привходит в стадо, и в связи с этим из этого инстинкта нет пути к потребности в божестве; стаду недостаёт пастуха. Однако теории Троттера можно психологически опровергнуть, так как можно предположить, что стадное влечение поддаётся разложению, что оно не является первичным в том смысле, как инстинкт самосохранения и половой инстинкт.
Высказывание Троттера о том, что человек является «стадным животным», было позже изменено Фрейдом, который назвал человека «животным орды». По Фрейду, многие равные между собою, могущие идентифицироваться друг с другом, и один единственный, превосходящий их всех — такова ситуация, существующая в жизнеспособной массе. Отсюда и вытекает, что человек является скорее животным орды, участником орды, предводительствуемой своим повелителем/вождём.